# 拉夸山
65°3′S 63°58′W / 65.050°S 63.967°W
拉夸山（英語：Mount Lacroix）是南極洲的山峰，位於威廉群島中布斯島的東北端，海拔高度640米，由讓-巴蒂斯特·夏古率領的法國探險隊繪入地圖，現時由南極條約體系管理。